# Пеня
Пе́ня (мн. пе́ни) (от лат. poena — наказание) — вид финансового наказания за невыполнение в срок тех или иных обязательств, начисляемая в процентах от оговоренной договором или требуемой законом суммы.
Как и штраф, является видом неустойки.

## Этимология
Происходит от: пе́ня «штраф», пеня́ «упрек», южн., пеня́ть, уже др.-русск. пеня, грам. 1392 г. (Напьерский 87); см. Котошихин 94 и сл.; укр. пеня́ «беда». Возм., через польск. реnа «штраф» из лат. роеnа «наказание» от греч. ποινή (см. цена́); ср. Мi. ЕW 238; Христиани 17; Преобр. II, 37. Из лат. также заимств. нов.-в.-н. Реin «мука, пытка», д.-в.-н. рînа; см. Клюге-Гётце 436. Едва ли прав Ильинский (РФВ 57, 408), предполагая исконнослав. происхождение.

### Описание
Пеня рассматривается как один из видов неустойки в гражданских правоотношениях. В плоскости финансовых правоотношений пеня нужна для принуждения к исполнению в обозначенный срок финансовой обязанности. Пеня составляет определенный процент от суммы просроченного обязательства. Пеня насчитывается за каждый день просрочки, во время какого-то конкретного периода. После окончания этого периода взыскивается разовый штраф. Пеня также выступает в качестве меры ответственности в случае, если произошло нарушение договорных обязательств. Договором может быть предусмотрена такая ответственность в виде пени — определенной денежной суммы, которую должник должен заплатить кредитору если не были исполнены обязательства или был просрочен срок их исполнения.

### Отличия пени от штрафов
Применяется при задержке оплаты поставленных товаров, выполненных работ или оказанных услуг, а также при просрочке уплаты налогов и других платежей, предусмотренных в договоре или законом. В спорных случаях, а также в случае злостного уклонения от выплаты пени вопросы решаются в судебном порядке.
Пени также могут взиматься при задержке оплаты по международным контрактам.
Пеня является разновидностью неустойки по ГК РФ.